# Îles Spratleys
Les îles Spratleys, parfois appelées îles Spratlys ou îles Spratly, sont un archipel de 14 petites îles coralliennes ou de cayes peu habitées situés en mer de Chine méridionale. L'archipel comprend un grand nombre de récifs dont une centaine restent apparents à marée haute.
Un conflit territorial s'y joue entre la Chine et ses voisins, car les alentours des îles Spratleys recèlent du pétrole, du gaz et la plus grande ressource halieutique de la région, et se situent sur la route maritime d'un tiers du trafic mondial. Depuis fin 2013, la république populaire de Chine y construit une « grande muraille de sable » : 7 îlots artificiels, sur 9 récifs, d'une surface totale de 13,5 km2, sur lesquels elle bâtit des constructions de grande envergure (3 aéroports, héliports, ports, immeubles...) afin d'asseoir sa présence dans cette zone disputée,. Le 12 juillet 2016, la Cour permanente d'arbitrage a considéré que la Chine ne pouvait prétendre à une zone économique exclusive du fait de l'occupation de ces îlots artificiels.

## Dénomination
L'archipel des Spratleys est nommé d'après l'île éponyme Spratley. Quatrième par la taille, elle est située à la limite sud-ouest de l'archipel. Richard Spratly, le capitaine du baleinier Cyrus qui naviguait vers le sud-est à partir du récif Ladd, qu'il avait aperçu la veille et baptisé du nom du capitaine Ladd du navire Austen, découvrit une plage à 9 heures du matin, le 29 mars 1843. Il rapporta la position exacte de ces deux dangers dans une lettre du 1er avril 1843 adressée au Bureau hydrographique.
Elles sont aussi nommées Kalayaan en philippin, îles Nansha' par les Chinois (chinois : 南沙群島 ; pinyin : nánshāqúndǎo), Quần đảo Trường Sa' par le Viêt Nam.

## Géographie

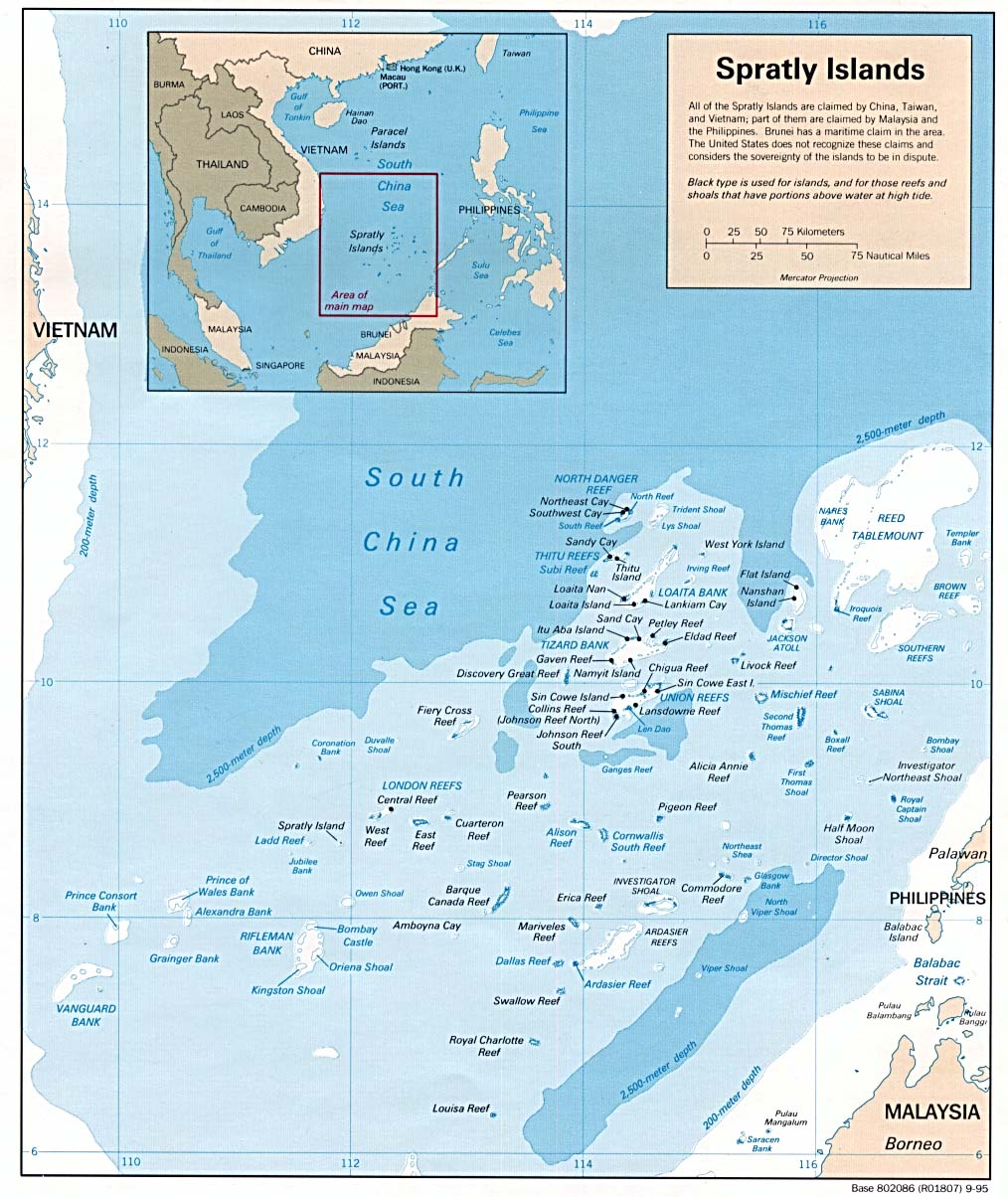
Ancienne carte géographique des Spratleys. Les îles, les récifs et les hauts-fonds qui ont des parties au-dessus de l'eau à marée haute sont en noir. En bleu, les objets submergés, sans valeur pour l'UNCLOS III.

Les îles se situent approximativement aux deux tiers de la distance séparant le Viêt Nam des Philippines. L'île la plus importante, Itu Aba, se trouve ainsi à 372 km à l'ouest-nord-ouest de l'île de Palawan, aux Philippines, tandis que l'île Thitu est située à 423 km au nord-ouest de cette même île philippine. Au nombre de quatorze, les Spratleys émergent au sud des Paracels, à 594 milles nautiques au sud de Hainan (sud de la Chine). Ce sont des îlots coralliens, des cayes et des récifs qui n'étaient, autrefois habités que par d'innombrables oiseaux de mer. Elles sont réparties sur une zone de 500 km de long sur 500 km de large.[réf. nécessaire]
Aucune terre n'est cultivable, et aucune n'abrite d'habitants indigènes. On estime toutefois qu'environ une douzaine d'îles peuvent suffire à nourrir une population minime[citation nécessaire]. Les ressources sont la pêche et le guano. Il n'existait aucun port, mais il y a sept aérodromes : Liste et positions des aéroports dans les Spratleys (en).
L'archipel a une surface maritime d'environ 218 800 km2.

### Les îles géologiquement naturelles
Les îles et cayes, classées par ordre décroissant de superficie naturelle, sont :
| #  | Île                  | dans l'atoll       | Surface (ha.) | Position              | Occupée par                    | Extension de surface |
| -- | -------------------- | ------------------ | ------------- | --------------------- | ------------------------------ | -------------------- |
| 1  | Île de Itu Aba       | Banc Tizard        | 46.00         | 10° 23′ N, 114° 21′ E | Taïwan (île Taiping)           |                      |
| 2  | Île Thitu            | Récifs Thitu       | 37.20         | 11° 03′ N, 114° 17′ E | Philippines (Pagasa)           |                      |
| 3  | Île West York        | Île West York      | 18.60         | 11° 05′ N, 115° 01′ E | Philippines (Likas)            |                      |
| 4  | Île Spratley         | Île Spratley       | 13.00         | 8° 38′ N, 111° 55′ E  | Viêt Nam (Trường Sa)           |                      |
| 5  | Île Parola           | Récif North Danger | 12.70         | 11° 28′ N, 114° 21′ E | Philippines (Northeast Cay)    |                      |
| 6  | Caye Southwest       | Récif North Danger | 12.00         | 11° 26′ N, 114° 20′ E | Viêt Nam (Song Tử Tây)         | ~8 ha                |
| 7  | Île Sin Cowe         | Banc de l'Union    | 08.00         | 9° 52′ N, 114° 19′ E  | Viêt Nam (Sinh Tồn)            | ~1 ha                |
| 8  | Île Nanshan          | Groupe Nanshan     | 07.93         | 10° 45′ N, 115° 49′ E | Philippines (Lawak)            |                      |
| 9  | Caye Sand            | Banc Tizard        | 07.00         | 10° 23′ N, 114° 28′ E | Viêt Nam (Son Ca)              | ~2,1 ha              |
| 10 | Île Loaita           | Banc Loaita        | 06.45         | 10° 40′ N, 114° 25′ E | Philippines (île Kota)         |                      |
| 11 | Récif Swallow        | Récif Swallow      | 06.20         | 7° 22′ N, 113° 50′ E  | Malaisie (récif Layang-Layang) | ~38 ha               |
| 12 | Île Namyit           | Banc Tizard        | 05.30         | 10° 11′ N, 114° 22′ E | Viêt Nam (Nam Yet)             |                      |
| 13 | Caye Amboyna         | Caye Amboyna       | 01.60         | 7° 51′ N, 112° 55′ E  | Viêt Nam (An Bang)             |                      |
| 14 | Récif Grierson       | Banc de l'Union    | 01.60         | 9° 51′ N, 114° 29′ E  | Viêt Nam (Sinh Tồn Đông)       |                      |
| 15 | Récif London Ouest   | Récifs London      | 01.10         | 8° 52′ N, 112° 15′ E  | Viêt Nam (Đá Tây A)            |                      |
| 16 | Récif London Central | Récifs London      | 00.88         | 8° 55′ N, 112° 21′ E  | Viêt Nam (Trường Sa Đông)      |                      |
| 17 | Île Plane            | Groupe Nanshan     | 00.57         | 10° 49′ N, 115° 49′ E | Philippines (Patag)            |                      |
| 18 | Caye Lankiam         | Banc Loaita        | 00.44         | 10° 43′ N, 114° 32′ E | Philippines (Panata)           |                      |

Le récif Swallow n'est pas une île mais un gros rocher faisant partie d'un atoll submergé où la Malaisie a construit un terre-plein en 1995 pour y installer le petit aéroport de Layang-Layang (en), devenant ainsi la onzième île des Spratleys, par la surface. Elle est, de par sa nature, une île artificielle, mais contrairement aux île artificielles chinoises, elle est située dans la zone économique exclusive réclamée par son propriétaire en accord avec les dispositions de la 3e conférence des Nations unies sur le droit de la mer.
La surface totale des îles est d'un peu plus de 2 km2 : environ 180 hectares et une cinquantaine d'hectares d’agrandissements.

## Histoire

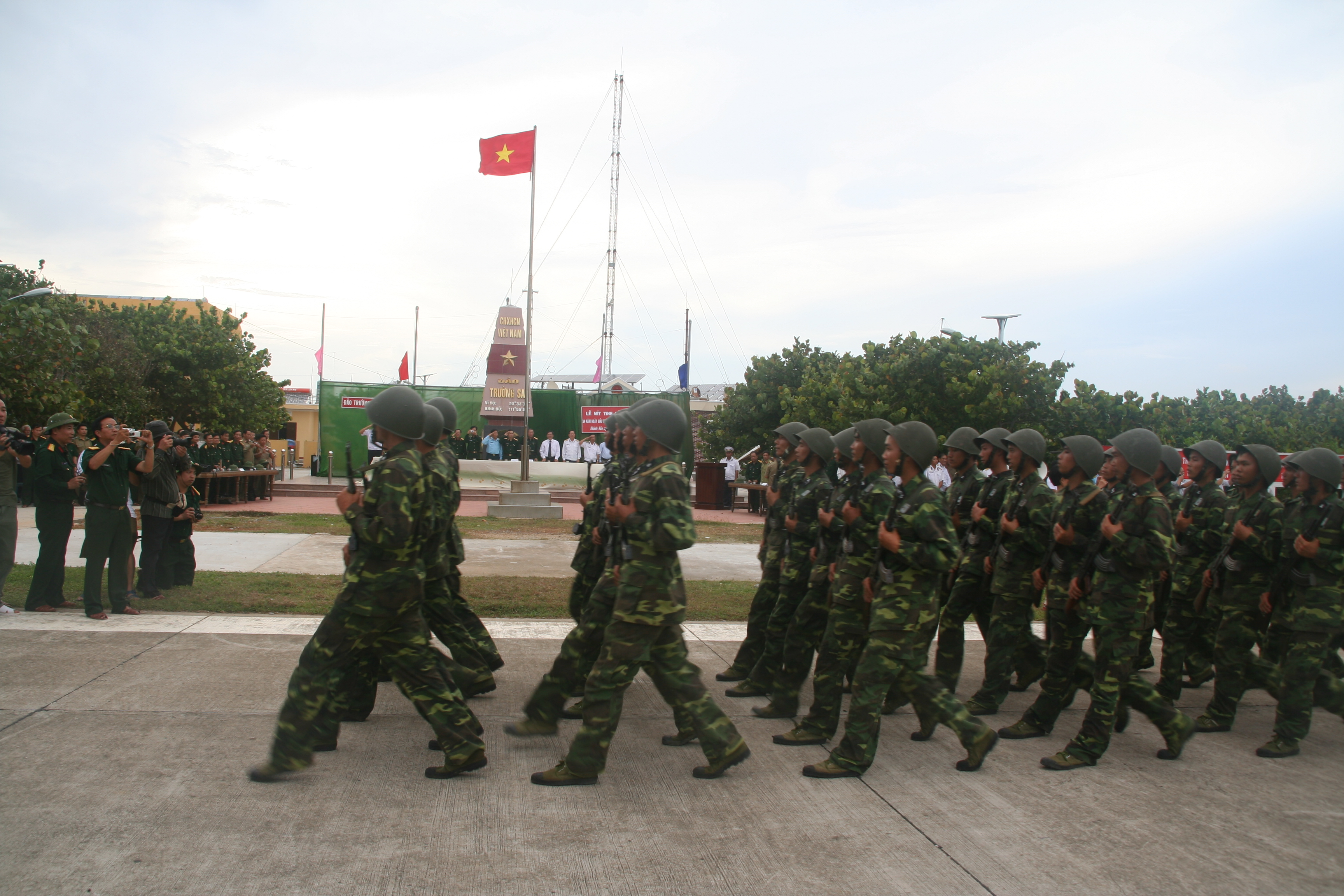
Soldats de l'armée populaire vietnamienne sur les îles Spratleys, en 2009.

L'exercice de la souveraineté au nom d'un État sur les îles des Spratleys a été initialement réalisé par le Royaume de Champā.
Au XIIIe siècle, les anciennes cartes vietnamiennes et les "Phủ biên tạp lục" (Chronique des frontières) mentionnent les "Bãi Cát Vàng" (Bancs de sable doré), tandis que les cartes et chroniques chinoises, les nomment "Qianli Changsha" (千里長沙, « mille li de bancs de sable ») ou les "Wanli Shitang" (萬里石塘, « dix mille li de hauts-fonds et tourbillons »).
Aujourd'hui, les régimes vietnamien et chinois affirment que ces îles sont en réalité les Spratleys. Se considérant comme successeurs du Champa dans l'exercice de la souveraineté sur ces îles inhabitées, ils les revendiquent chacun de leur côté.

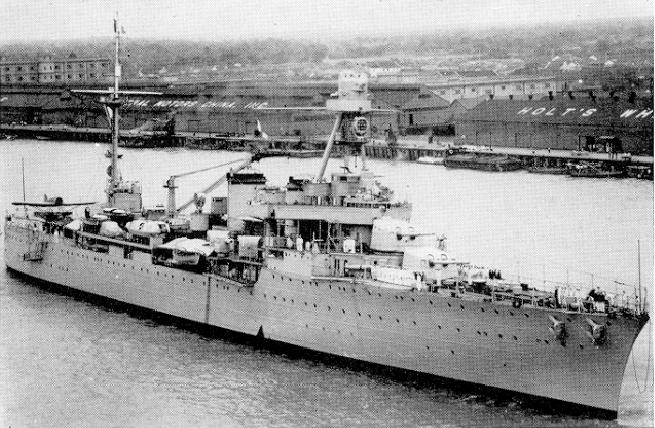
Le Duguay-Trouin et son hydravion avant la Seconde Guerre mondiale.

La France avait fait reconnaître l'archipel, le 13 avril 1930, par la canonnière « La Malicieuse ». Les 7 et 10 avril 1933, elle fit poser des bornes de prise de possession par les avisos « Astrolabe » et « Alerte » ; enfin le 25 avril 1938, un mât de pavillon fut dressé par le croiseur « Duguay-Trouin ». La notification de l'annexion parut au Journal Officiel du 26 juillet 1933.
Lors de la signification de l'occupation des Paracels, en juillet 1938, l'ambassadeur de France à Tokyo rappela l'annexion antérieure des Spratleys par la France. L'empire du Japon fit alors des réserves, car, à son avis, si depuis 1917 des Japonais exploitaient des gisements de phosphates (guano) dans l'île principale, Itu Aba, il n'avait jamais été remarqué qu'un seul Français s'y fût installé. Fort de cette constatation, Tokyo, notifia à l'ambassadeur de France, le 31 mars 1939, que les Spratleys, habitées par des Japonais, étaient placées sous la juridiction nippone et rattachées administrativement au territoire de Formose ; l'occupation était assurée par un détachement de police.
Les forces armées impériales japonaises occupent les îles pendant la Seconde Guerre mondiale et y installent sur la plus grande île, Itu Aba, une base sous-marine.
Le 1er mai 1945, l'île de Itu Aba a été bombardée au napalm par des avions américains. Six mois plus tard, le 20 novembre 1945, la marine américaine a envoyé une mission de reconnaissance à Itu Aba. Elle a trouvé l'île inoccupée - les Japonais avaient fui.
Il a fallu attendre plus d'un an plus tard, en décembre 1946, le débarquement de la Chine Nationaliste qui a utilisé des navires des surplus de guerre américains qui venait d'être transférés à la Marine de la république de Chine (RoC) qui, ainsi, a été en mesure d'atteindre l'île. (Les Français étaient arrivés deux mois avant et avaient réclamé la souveraineté de l'île, ce qui est rarement mentionné dans les sources chinoises.),
Les deux Chines affirment aujourd'hui que les troupes chinoises ont été chargées par les Alliés en 1946 d'y venir désarmer les militaires nippons.
Tokyo a entièrement renoncé à revendiquer ces îles en 1951, tandis que la république de Chine dirigée par Tchang Kaï-Chek, les Philippines et le Viêt Nam les considèrent comme faisant partie de leur territoire.
Après la décolonisation française de l'Indochine, le gouvernement de la république du Viêt Nam (Viêt Nam du Sud) a réoccupé certaines de ces îles.
Vaincue lors de la guerre civile chinoise, la Chine nationaliste dirigée par Tchang Kaï-Chek s'est réfugiée à Taïwan et, tout comme les Français, a délaissé les îles Spratleys.

### Les micronations
Depuis 1877, quatre micronations se sont créées sur les îles Spratleys. Une d'elles serait encore active. En 1947, Tomás Cloma Sr. (le père de Tomás Cloma), un aventurier philippin et magnat de la pêche, constate que plusieurs îles Spratleys sont désertées. Le 11 mai 1956, à la tête d'un équipage de 40 hommes, il en prend possession, les redénomme Freedomland. Le 31 mai 1956, Cloma déclare la création du Territoire libre de Freedomland, non reconnu internationalement (et donc inexistant).

### L'après guerre du Viêt Nam
Depuis 1976 la république socialiste du Viêt Nam continue à revendiquer la souveraineté de l'ensemble de ces îles, mais n'est, actuellement, physiquement présente que sur 6 îles (Spratly Island, Southwest Cay, Sin Cowe Island, Sand Cay, Namyit, Amboyna Cay), 16 récifs et 6 hauts-fonds.
Entre 1988 et 1995, la république populaire de Chine a recouru à la force pour enlever certains récifs aux Vietnamiens puis aux Philippins : elle occupe à présent huit ou neuf récifs.
Depuis 2014, la Chine a construit des îles artificielles sur ces récifs qui étaient partiellement ou totalement immergés à marée haute, occasionnant des dégâts irréversibles à l’environnement. Ayant une surface nulle à l'origine, ces îles n'apportent pas de droit sur les eaux environnantes selon la Convention des Nations unies sur le droit de la mer (CNUDM, ou UNCLOS). Ces îles artificielles, dont certaines ont une surface de plus de 350 hectares, sont plus grandes que les iles naturelles, toutes occupées par les Philippines, [?] Taïwan et le Viet Nam.
En 2015, la Chine a construit 7 bases militaires sur ces îles artificielles. Depuis ces bases, la Chine a plusieurs fois menacé illégalement les avions et bateaux circulant dans les parages, mettant en danger les équipages et passagers. De plus, elle interdit, sans base légale, l’accès aux pêcheurs non chinois, par exemple en tirant à balles réelles sur les bateaux de pêche vietnamiens. Quatre de ces îles ont été construites dans la zone économique exclusive des 200 milles nautiques revendiquée par les Philippines, lesquelles ont porté plainte devant la Cour internationale de justice (CIJ) de La Haye (aux Pays-Bas).
Les Spratleys sont aussi partiellement revendiquées par la Malaisie (qui occupe trois îles), les Philippines (qui en occupent cinq), le Viêt Nam (qui occupe 6 îles et 22 récifs) et le sultanat du Brunei (qui en occupe deux).

### Les îlots artificiels chinois
La Troisième Convention des Nations unies sur le droit de la mer (CNUDM III, ou UNCLOS III) a été finalisée le 10 décembre 1982. Ce traité international instaure des zones économiques exclusives (ZEE), espaces maritimes sur lesquels un État côtier exerce des droits souverains en matière d'exploration et d'usage des ressources. La ZEE est définie à partir de la ligne de base (constituée des terres ou îles naturelles et habitables) de l'État jusqu'à 200 milles marins (environ 370 km). Les Philippines ont ratifié la convention le 8 mai 1984 et l'Indonésie le 3 février 1986 et se sont déclarés États archipels. La république populaire de Chine (RPC) ne possédait rien dans l'archipel et voyait ses revendications, basées sur des "droits ancestraux" exprimés dans sa carte à ligne en neuf traits, mises à mal.

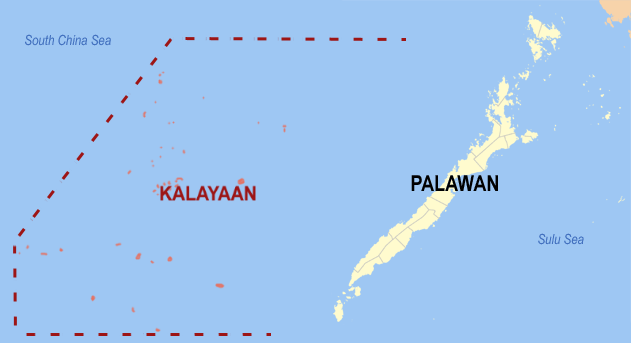
La municipalité Kalayaan, Philippines.

La Chine affirme qu'en mars 1987, la 14e session de l'Assemblée de la Commission océanographique intergouvernementale de l'UNESCO, qui a adopté un plan mondial de surveillance du niveau de la mer, lui a confié la construction de cinq stations océanographiques. L'UNESCO n'a pas spécifié de zones précises. La Chine n'avait pas la mission de construire de station dans une zone disputée et encore moins dans la zone économique exclusive que les Philippines avaient revendiquée selon l'UNCLOS III. La Chine a avancé ce prétexte pour occuper certains récifs. La RPC choisit de construire une première station océanographique sur le récif de Fiery Cross car il est isolé et à plus de 200 milles nautiques des côtes des pays environnants. In extenso : Le récif de Fiery Cross est un immense atoll ancien, dégradé et submergé, dont seules 2 roches émergent à marée basse, à chaque extrémité. Il est situé dans les eaux internationales et en dehors des zones économiques exclusives potentielles calculées à partir des côtes des Philippines et du Viêt Nam, dans l’hypothèse où les îles naturelles Spratleys soient reconnues naturellement inhabitables et donc considérées comme des écueils ou des roches au sens de la Troisième Convention des Nations unies sur le droit de la mer. Le récif de Fiery Cross est situé en dehors, à l'ouest, de l'archipel de Kalayaan, Palawan réclamé par les Philippines et est uniquement disputé par la république populaire de Chine, Taïwan et le Vietnam. De par sa beauté remarquable, l'UNESCO aurait pu le classer au Patrimoine mondial de l'humanité s'il n'était pas devenu la principale base militaire aéronavale de la république populaire de Chine en mer de Chine méridionale.
En 1988, la Chine prend possession du récif de Johnson Sud philippin dans l’atoll du banc de l'Union, aux Spratleys. Contrairement au récif de Fiery Cross, ce récif, appelé Mabini par les Philippins, est situé à 230 km des côtes des Philippines et donc dans les eaux de la zone économique exclusive (ZEE) de 370 km, 200 milles marins, revendiquée par les Philippines. De plus, il est à proximité des île Sin Cowe et île Sin Cowe Est, occupées par le Viêt Nam, et situées dans le même atoll. La marine vietnamienne a dépêché une centaine de soldats du génie pour construire une petite tour et y planter un drapeau. Les Vietnamiens ont repoussé les Chinois à coup de poing. La chaloupe du groupe du débarquement chinois a donc fait demi-tour. La marine chinoise n'a pas hésité à tuer, par des tirs de canons antiaériens de 3 frégates, 64 soldats vietnamiens armés essentiellement d'outils de maçonnerie, la plupart âgés de 20 ans, et a fait 9 prisonniers. Par étapes, la RPC s'est emparée de sept autres récifs, appartenant en partie aux Philippines, où elle a construit des installations militaires provisoires.
La RPC a attendu patiemment, signant même avec l'Association des nations de l'Asie du Sud-Est (ANASE ou ASEAN), en novembre 2002, une « Déclaration sur la conduite des parties en mer de Chine méridionale ». Dès 2009, elle s'est montrée plus agressive avec sa Note verbale adressée au Secrétaire général des Nations unies, bloquant les dépôts de demandes de ZEE de la Malaisie et du Viêt Nam. En effet, l'UNCLOS III ne gère pas les conflits territoriaux des États, qui doivent au préalable négocier entre eux, puis soumettre une demande à partir de terres non disputées. En affirmant sa souveraineté sur les Spratleys, la Chine bloque la procédure. C'est sur la deuxième page de cette note verbale de 2009 qu'est apparue la seule version officielle de la carte à ligne en neuf traits où la Chine revendique la quasi-totalité de cette mer.
Fin 2013, la RPC a commencé d'énormes constructions d'îlots artificiels au mépris de toutes règles environnementales.
1. Dans les eaux internationales de l'archipel des Spratleys : construction de quatre bases militaires sur des îlots artificiels reposant sur des récifs d'ordinaire submergés :
  - Le récif Fiery Cross (2,74 km2)[3], aéroport de 3 200 m achevé en janvier 2016
  - Le récif Subi (3,95 km2)[3], aéroport en construction
  - Le récif Cuarton (0,231 km2)[3]
  - Le récif Gaven (0,136 km2)[3]
2. Construction de trois bases militaires sur des îles artificielles dans la zone économique exclusive revendiquée par les Philippines[15]. Activité présumée illégale, car la construction d'îles artificielles nécessite l'accord du pays propriétaire de la ZEE :
  - Le récif Mischief (5,58 km2)[3], aéroport en construction
  - Le récif Johnson South (0,109 km2)[3]
  - Le récif Hughes (0,76 km2)[3]

Ces nouveaux îlots sont construits sur des récifs qui étaient auparavant 1 m sous le niveau de la mer. Pour remblayer ces 7 îlots artificiels, d'une surface totale de 13,5 km2, (13,5 millions de m2) sur une hauteur de quelques mètres, la Chine a dû détruire le volume équivalent de récifs environnants et pomper, notamment à l'aide de la drague foreuse géante Tian Jing Hao, un volume de sable et de coraux de 40 ou 50 millions de m3, occasionnant des dégâts considérables et irréversibles à l’environnement.
La grande muraille de sable est une ligne de forteresses visant à protéger le Sud de la Chine ainsi que la base de Yulin, une nouvelle base souterraine, en face de la célèbre station balnéaire, Sanya, sur l'île de Hainan. La Base de sous-marins de Hainan (榆林海军基地, yúlín hǎijūn jīdì) est une base navale pouvant abriter une vingtaine de sous-marins nucléaires de la People's Liberation Army Navy Submarine Force (en) sous une montagne, sur la côte sud de l'île de Hainan en Chine,. L'existence de cette base souterraine a été rapportée par plusieurs agences de renseignement, en particulier les agences indiennes. Les images recueillies par la Fédération des scientifiques américains (FAS) en février 2008 montrent que la Chine a construit cette grande base souterraine pour ses forces navales.

## Revendications de souveraineté

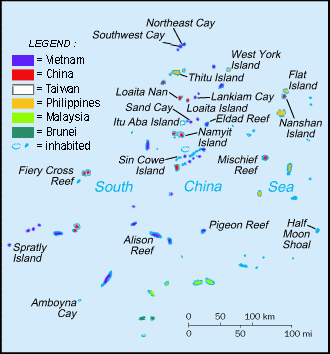
L'occupation des îles Spratleys en 2009.

La Chine revendique ces îles au prétexte de droits ancestraux, et, par conséquent, la zone économique exclusive (ZEE) correspondante.
Bien que quelques-unes des îles Spratleys aient de l'eau douce et de la végétation, et ont historiquement livré quelques récoltes, au sens de la convention sur le droit de la mer elles n'ont cependant pas été considérées comme pleinement « habitables » par la Cour permanente d'arbitrage, qui retient que malgré des présences historiquement attestées, ces îles n'ont jamais eu de population propre ni d'économie propre.
Selon la convention sur le droit de la mer, elles sont considérées comme des écueils et non des îles et, à ce titre, même si les revendications de souveraineté sur les parties émergées peuvent conduire à l'existence d'eaux territoriales, y compris à l'intérieur d'une ZEE d'un État tiers, elles ne peuvent pas conduire à l'existence d'une zone économique exclusive propre à ces îles. Dans la limite des 200 milles marins, le quart ouest de l'archipel se trouve dans la ZEE du Viêt Nam, le quart sud dans la ZEE de la Malaisie et du Brunei, et le quart est dans celle des Philippines ; le quart nord se trouve au-delà de cette limite.
Or chacun des pays riverains de la mer de Chine méridionale revendique l'ensemble de l'archipel et les eaux afférentes[réf. nécessaire], et refuse tout plan de partage. La situation est donc particulièrement complexe et tendue, et c'est pourquoi pas moins de cinq États y ont placé des garnisons : environ 1 500 Vietnamiens, 450 Chinois, une centaine de Malaisiens, une vingtaine de Brunéiens et une centaine de Philippins. Tous sont ravitaillés à partir du continent. Sur le terrain, un statu quo s'est établi et chacun campe sur ses positions. Ces convoitises sont liées à la présence probable de gisements de pétrole et à la position des îles sur la route maritime très fréquentée qui mène au Japon et à la Chine.
Depuis 2013, la Chine remblaie massivement des hauts-fonds, établissant ainsi des centaines d'hectares de nouvelles terres émergées, et y place même des pièces d'artillerie pour les défendre. En 2015, elle y inaugure deux phares.
Le président des Philippines Benigno Aquino III a comparé le comportement des Chinois à « l'annexion de la Tchécoslovaquie par les nazis allemands » et a porté le litige devant la Cour permanente d'arbitrage (CPA), qui siège à La Haye (Pays-Bas).
La CPA donne raison aux Philippines dans un jugement rendu le 12 juillet 2016, estimant qu'aucun élément des îles Spratleys ne possède le statut d’île capable de justifier une zone économique exclusive. La Chine a refusé de participer au jugement.
L'annonce le 18 avril 2020 de la création par la Chine de deux arrondissements de la ville de Sansha sur les îles Paracels et les îles Spratleys ravive les tensions.

### Articles connexes

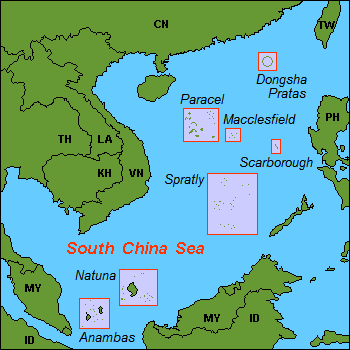
Ensembles de la mer de Chine méridionale

### Webographie
- (en) Spratly Islands The World Factbook de la Central Intelligence Agency
- (en) [PDF] A Geographical description of the Spratly Islands and an Account of Hydrographic Surveys Amongst Those Islands, David Hancox and Victor Prescott, Maritime briefing Volume 1 Number 6, International Boundaries Research Unit,  (ISBN 1-897643-18-7) ; 1995.
- Didier Cormorand, « Et pour quelques rochers de plus… : Batailles pour le partage de la mer de Chine méridionale », Le Monde diplomatique,‎ juin 2016 (lire en ligne)
- Spratly Islands : liste des objets maritimes et dénominations officielles (y compris en français).
- Olivier Marchon, « Bienvenue en Géozarbie : Îles Spratleys : Jeu de go sur l'eau », sur arte.tv, 2021